# Cissy Cooray
Cissy Cooray, född 1889, död 1965, var en lankesisk feminist, socialarbetare och senator. Hon blev 1947 Sri Lankas första kvinnliga senator. 
Hon blev 1931 medgrundare av en kvinnoförening för frivilligt volontärarbete, Lanka Mahila Samitiya, där hon var medlem 1931-1966 och ordförande 1943-1953. Hon blev hyllad som en pionjär inom mödravård och barnavård på Ceylon. 
Hon utnämndes 1947 till den första kvinnan i Ceylons senat. Hon satt i senaten 1947-1952. Hon engagerade sig främst i sjuksköterskeutbildning, livsmedel och sjukhusvård. 
Hon var Sri Lankas delegat till International Congress of Women i Danmark 1950, och till Pan-Pacific Women's Conference 1952. 